# Giro della Provincia di Siracusa 1999
Il Giro della Provincia di Siracusa 1999, seconda edizione della corsa, si svolse il 28 febbraio 1999, per un percorso totale di 192 km. Venne vinto dall'italiano Alessandro Baronti che terminò la gara in 5h24'34".

## Percorso
Dopo la partenza da Siracusa, si proseguiva per Priolo Gargallo, Melilli, Carlentini, Lentini, Francofonte, Buccheri (altezza massima: 875 m s.l.m.), Ferla, Cassaro, Solarino, Floridia, Belvedere e si chiudeva a Siracusa, con un circuito cittadino nei pressi della zona archeologica del quartiere Neapolis.

## Ordine d'arrivo (Top 10)
| Pos. | Corridore          | Squadra              | Tempo    |
| ---- | ------------------ | -------------------- | -------- |
| 1    | Alessandro Baronti | Cantina Tollo        | 5h24'34" |
| 2    | Marco Velo         | Mercatone Uno        | s.t.     |
| 3    | Giuseppe Palumbo   | Riso Scotti          | s.t.     |
| 4    | Filippo Casagrande | Vini Caldirola       | s.t.     |
| 5    | Luca Mazzanti      | Cantina Tollo        | s.t.     |
| 6    | Davide Rebellin    | Polti                | s.t.     |
| 7    | Giuliano Figueras  | Mapei                | s.t.     |
| 8    | Franck Bouyer      | F. des Jeux          | s.t.     |
| 9    | Michele Coppolillo | Mercatone Uno        | s.t.     |
| 10   | Pascal Richard     | Mobilvetta-Northwave | s.t.     |